# Росомаха
Росома́ха, также россома́ха (лат. Gulo gulo) — хищное млекопитающее семейства куньих, единственный представитель рода росомахи, или россомахи Gulo (в переводе с латинского — «обжора»).

## Этимология
Лексема для обозначения этого животного является общеславянской (например, рус. и укр. росомаха, бел. расамаха, пол. и чеш. rosomak; притом в западнославянские языки слово могло быть заимствовано из восточнославянских).
Советский и российский лингвист-славист, академик РАН О. Н. Трубачёв считал, что у неё исконно славянское происхождение, при этом уточняя, что современное русское слово стоит, можно сказать, обособленно по отношению к другим индоевропейским словам в целом, в том числе к индоевропейским названиям животных. Он предполагал, что в этимологии современного русского «росомаха» имеет место метатеза с целью табуирования, что известно в том числе и в других индоевропейских языках. Вероятная исходная лексема могла звучать как *соромаха (такая лексема отмечается в украинских диалектах Черкащины), а предположительная праславянская — как *sormaxa. Последняя, по мнению Трубачёва, связана с наименованиями животных семейства куньих в других индоевропейских языках (др.-в.-нем. harmo и нем. Hermelin — «горностай», лит. šarmuõ, šermuõ — «горностай, дикая кошка», латыш. sar̂mulis, sermulis — «горностай, ласка»). Таким образом, предположительное праславянское *sormaxa, вместе с вышеперечисленными германо-балтийскими, лексемами восходят к пра-и.е. *k̂orm-, обозначающему куньих. Суффикс «-аха», по мнению учёного, является увеличительным, что указывает на размеры животного.
В сибирских документах начала XVII века отмечена формы рус. росомака и рус. розсомака. Форма рус. россомаха встречается с XVIII-го века, в частности, её употребляет Василий Татищев в своём труде «Введение к гисторическому и географическому описанию Великороссийской империи» 1744 года.

## Внешний вид

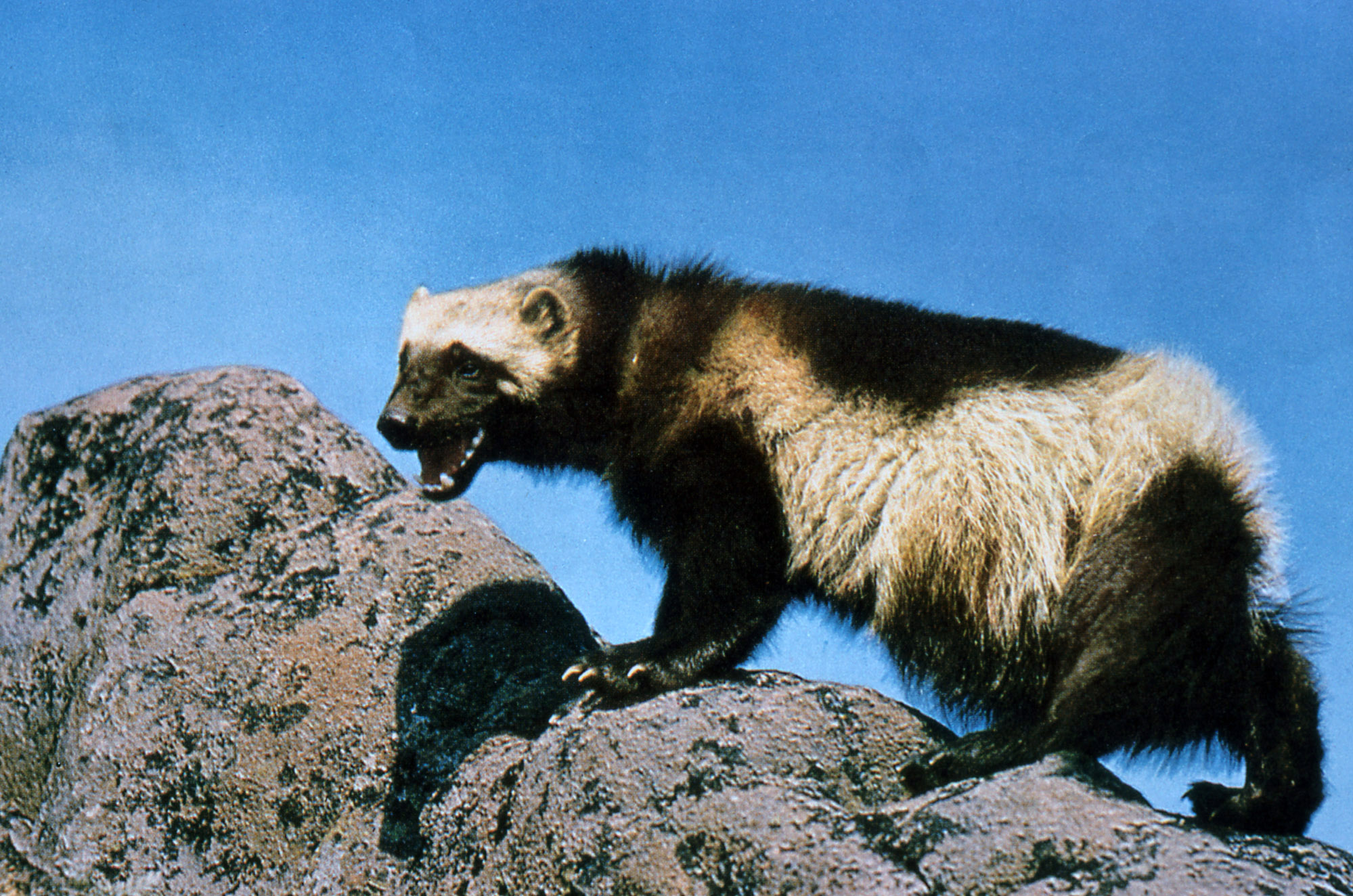
Росомаха на камнях

Росомаха — очень крупный представитель куньих, по размерам в семействе уступает только калану и бразильской выдре. Масса варьируется в диапазоне от 11 до 19 кг (по другим источникам — от 9 до 30 кг, или же в среднем 11—14 кг, максимум — 34 кг). Длина — 70—105 см, длина хвоста — 18—23 см, высота в плечах достигает 35—45 см. Самки примерно на 10 % мельче по размерам и на 30 % меньше по массе. Так, длина тела самцов достигает от 75 см до 1 м, самок — 70—80 см. Внешне росомаха напоминает медведя или барсука: тело у неё приземистое, ноги короткие и плотные, задние лапы длиннее передних, из-за чего спина росомахи дугообразно изогнута кверху. Голова большая, морда удлинённая, затупленная спереди. Уши небольшие, круглые, слабо выступают из меха. Хвост недлинный (составляет примерно 17—25% от всей длины тела), лохматый и очень пушистый. Ступни ног несоразмерно велики — 10 см в ширину и 9 см в длину (по другим данным, ширина ступней у самцов — 17—18 см, у самок — 15—17 см), зимой они покрыты густым волосяным покровом, что позволяет росомахе легко передвигаться по глубокому, рыхлому снегу. Когти большие и крючковатые, являются полувтяжными. Росомаха — стопоходящее животное (по другим данным — полустопоходящее), то есть при движении ставит лапу на всю стопу, чем и обусловлена характерная для него косолапость при движении.
Зубы крупные и весьма мощные, имеют острые грани. Зубная формула следующая:
{\displaystyle I{\frac {3}{3}}C{\frac {1}{1}}P{\frac {4}{4}}M{\frac {1}{2}}=38.}
Мех у росомахи густой и длинный, с грубой остью. Туловище, шея, грудь, кончик хвоста и спина окрашена в коричневый или коричнево-чёрный цвет (у некоторых особей туловище более светлого, рыжевато-бурого оттенка). По бокам тела от макушки и далее по плечам и спине проходит жёлтая или рыжеватая полоса (т. н. «шлея»). Широкая область вдоль спины называется «чепрак» или «седло», она обладает овальной формой. Линяет росомаха два раза в год: весенняя линька начинается с боков и с загривка постепенно распространяясь назад. 
Как и у многих видов хищных, и куньих в частности, у самцов присутствует бакулюм, он довольно массивный, заметно изогнутый примерно посередине. Длина бакулюма составляет 78—95 мм.
Польский историк XVI века Матвей Меховский в своём труде «Трактат о двух Сарматиях» описывает росомаху следующим образом:
Ещё есть в Литве и Московии весьма прожорливое и бесполезное животное, не встречающееся в других местах, по имени росомаха. Величиной она с собаку, с кошачьей мордой, телом и хвостом похожа на лисицу, чёрного цвета; питается трупами.Матвей Меховский. Трактат о двух Сарматиях = De duabus Sarmatiis.
[значимость факта?]

## Эволюционная история
Род Gulo известен по палеонтологическим находкам из Евразии и Северной Америки с раннего плейстоцена. В доисторическую эпоху род Gulo насчитывал несколько видов. Древнейший из них, Gulo minor Sotnikova (в частности, известный по находкам из бассейна реки Адыча на севере Сибири, отложения которой относятся ещё к русцинийскому ярусу плиоцена) был небольшого размера, его первый моляр и четвёртый премоляр располагались на одной оси, как и у видов трибы Marini, к которой относятся куницы. Появление архаичной формы рода Gulo может свидетельствовать о том, что данный род возник и начал формироваться на территории Берингии в условиях бореального климата. Там же проходило дальнейшее развитие видов рода Gulo, связанное с приспособлением к охоте на небольших копытных и поеданию крупной падали, ввиду чего стали развиваться жевательная мускулатура и способные дробить кости щёчные зубы (клыки же стали уменьшаться), да и сами животные стали увеличиваться в размерах. Из более поздних ископаемых видов Gulo можно назвать, например, Gulo schlosseri, известный по находкам среднего плейстоцена Европы. В частности, остатки обнаружены в пещерной палеолитической стоянке Дещова (пол. Desczowa) в Польше, верхние слои которой датируются оледенением Заале во время предпоследнего ледниковья (ок. 200—130 тыс. лет назад). Gulo schlosseri является предковым видом современной росомахи. Сама она, по-видимому, сформировалась ко второй половине плейстоцена, так как начиная именно с этого времени известны её ископаемые находки. Во время последнего ледникового периода росомаха обитала в Англии, во Франции, Италии, Крыму и Закавказье (в частности, известны находки из пещеры Гварджилас-Клде в Грузии).
Известен по находкам и род Plesiogulo Zdansky, чьи представители проживали в том же регионе в миоцене и плиоцене. Родственные связи Plesiogulo с росомахами не ясны, хотя ранее считалось, что Plesiogulo является предковой формой рода Gulo. Интересно, что во время русциния, наряду с Gulo minor, также проживали последние представители Plesiogulo — Plesiogulo monpessulanus Viret и Plesiogulo major Teilh.. В отличие от Gulo minor, вышеописанные виды Plesiogulo в данный период известны по находкам из Европы и Китая.
На данный момент[когда?]

 росомаха является единственным видом в роде Gulo. Морфологически и экологически род Gulo хорошо очерчен, и его нередко выделяют в подсемейство Guloniniae.

## Распространение
Росомаха распространена в тайге и отчасти в лесотундре и в тундре Евразии и Северной Америки. Однако, начиная с 1950-х годов в Западной Сибири росомаха встречается и в лесостепи, а в Казахстане отмечалась в зоне полупустынь (на территории Семипалатинской области, ныне Абайская область), а также до озёр Зайсан и Чаглы, куда она могла попасть в результате дальних заходов.
В Европе она сохранилась в Фенноскандии, Эстонии, Латвии, Литве, России, отчасти в Польше и Беларуси. Ещё в XIX веке росомаха встречалась и широколиственных лесах на Украине, в частности, в окрестностях Киева и Чернигова. В Азии росомаха встречается в Казахстане, в Монголии и на севере Китая. В Америке росомаха распространена от побережья Северного Ледовитого океана до севера Калифорнии, Колорадо, Северной Дакоты, и юга штатов Нью-Йорк и Индиана.
В России южная граница её ареала проходит через северо-восток Ленинградской области (Тихвинский, Выборгский и Приозерский районы), Вологодскую, Тверскую, Кировскую (в верховьях Камы) и Свердловскую области (севернее Екатеринбурга, проходит через Ирбит и Егоршино) и Пермский край (на широте Перми), в Западной Сибири граница продолжает проходить на примерно той же широте, что и Ирбит и Егоршино, а затем резко спускается, охватывая Алтай. Ранее, ещё в 1920—1930-х годах росомаха встречалась на территории Новгородской, Ярославской, Нижегородской и Воронежской областей и Татарстана. Северная граница ареала в России проходит по побережью Северного Ледовитого океана, в частности, на Кольском полуострове. Росомаху замечали на многих островах Белого моря и Северного Ледовитого океана, в частности, на островах Врангеля, Большой Ляховский и Новая Сибирь. Широко распространена росомаха в Сибири (в частности, населяет Алтай, Саяны, Тыву, Прибайкалье и Забайкалье (кроме участков степи)) и на Дальнем Востоке (включая Камчатку), доходя до побережья Японского моря у реки Кема. Росомаха также встречается на Сахалине, но отсутствует на Курильских и Шантарских островах и на острове Карагинском. 
В отличие от индивидуальной, географическая изменчивости выражена незначительно. Выделяют[кто?] два подвида росомахи — евроазиатский Gulo gulo gulo и североамериканский Gulo gulo luscus.

## Образ жизни

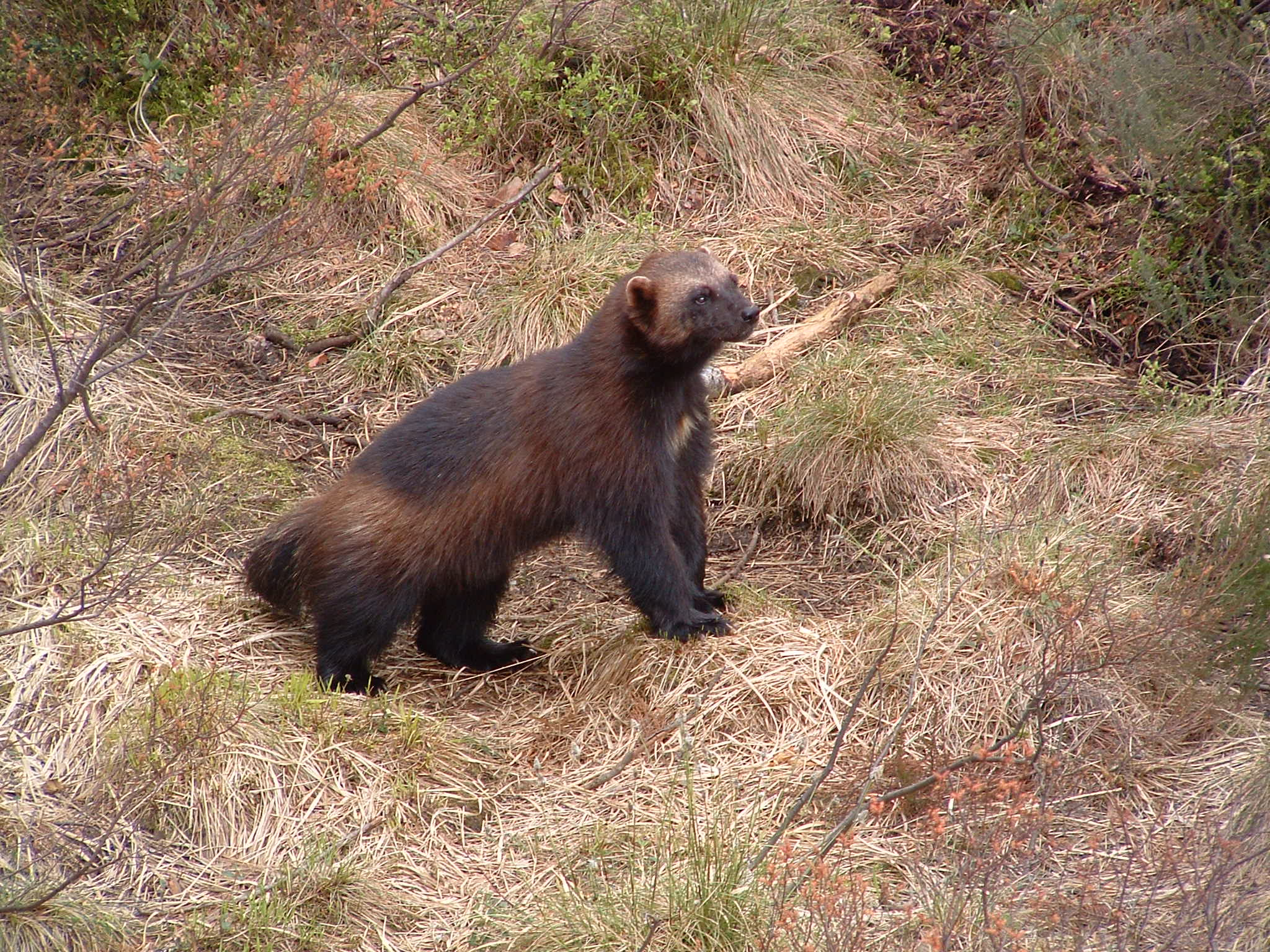
Росомаха в зоопарке Кристиансанна, Норвегия

Росомаха обитает как и на равнине, так и в горах. Она — характерный обитатель таёжных лесов, удалённых от присутствия человека. Также она населяет тундру и лесотундру; в горах нередко населяет субальпийский пояс (гольцовую зону).
Росомаха ведёт одиночный образ жизни, активно защищая границы своей территории от особей своего пола. Логово устраивает под вывороченными корнями, в расщелинах скал и других укромных местах. Кормиться выходит в сумерках. В отличие от большинства куньих, ведущих оседлый образ жизни, росомаха постоянно кочует в поисках добычи по своему охотничьему участку, общая площадь которого может достигать 1500—2000 км². В день росомаха нередко проходит по нескольку десятков километров. В тундре росомаха совершает сезонные миграции, зимой откочёвывая к югу вместе со стадами северных оленей. Однако при наличии крупной добычи около неё собирается несколько особей, подъедающих её на протяжении дней, пока не съедят полностью. Легко лазает по деревьям. Обладает острым зрением, слухом и чутьём. Издаёт звуки, похожие на лисье тявканье.
Росомаха не привередлива: чаще всего она питается падалью, как остатками добычи волков и медведей, так и зарезанного людьми скота; нередко она также ловит беляков, птиц (например, тетеревов или рябчиков), мышевидных грызунов. Охотится на птиц, хватая их на земле, когда те спят или сидят на гнёздах. Помимо собственно птиц, росомаха также разоряет их гнёзда. Иногда росомахи ловят и других хищников, включая лисиц и выдр. Реже охотится на крупных копытных: на оленей, косуль, кабарог, лосей, архаров; при этом, как правило, она нападает на молодых телят, раненых, ослабевших или больных особей. Изредка росомаха добывает бобров. Росомах с полным правом можно считать лучшими санитарами леса: они съедают больше падали, чем волки[стиль]. Охотится скрадом или долго преследуя добычу: росомаха бегает небыстро, но очень вынослива и берёт свою жертву измором. Нередко разоряет зимовья охотников (при этом часто оставляя резко пахнущие метки) и похищает добычу из капканов. Бывали случаи, когда большие росомахи нападали на одиноких волков.
Летом поедает птичьи яйца, личинок ос, мёд и ягоды в небольшом количестве (в частности, бруснику и воронику). В азиатской части России питается кедровыми орехами, порой ест трутовики. Также росомаха питается рыбой: как ловя у полыней или во время нереста, так и охотно подбирая снулую (неживую) рыбу.
Росомаха способна убить добычу больше её самой в 5 раз, правда, при условии достаточно глубокого снежного покрова, где, в отличие от самой росомахи, крупные животные вязнут. Может нападать и на человека, но только если загнана в угол. Врагами росомах являются прежде всего волки, пумы, а также чёрные и бурые медведи. Тем не менее росомаха — довольно бесстрашный и опасный зверь (с ней сравним только медоед, также относящийся к семейству куньих), так что даже медведь при встрече с росомахой старается обойти её стороной.
Отпечаток лапы росомахи похож на волчий, но заметно шире. Цепочка следов располагается не так прямолинейно, как у волков.

## Размножение

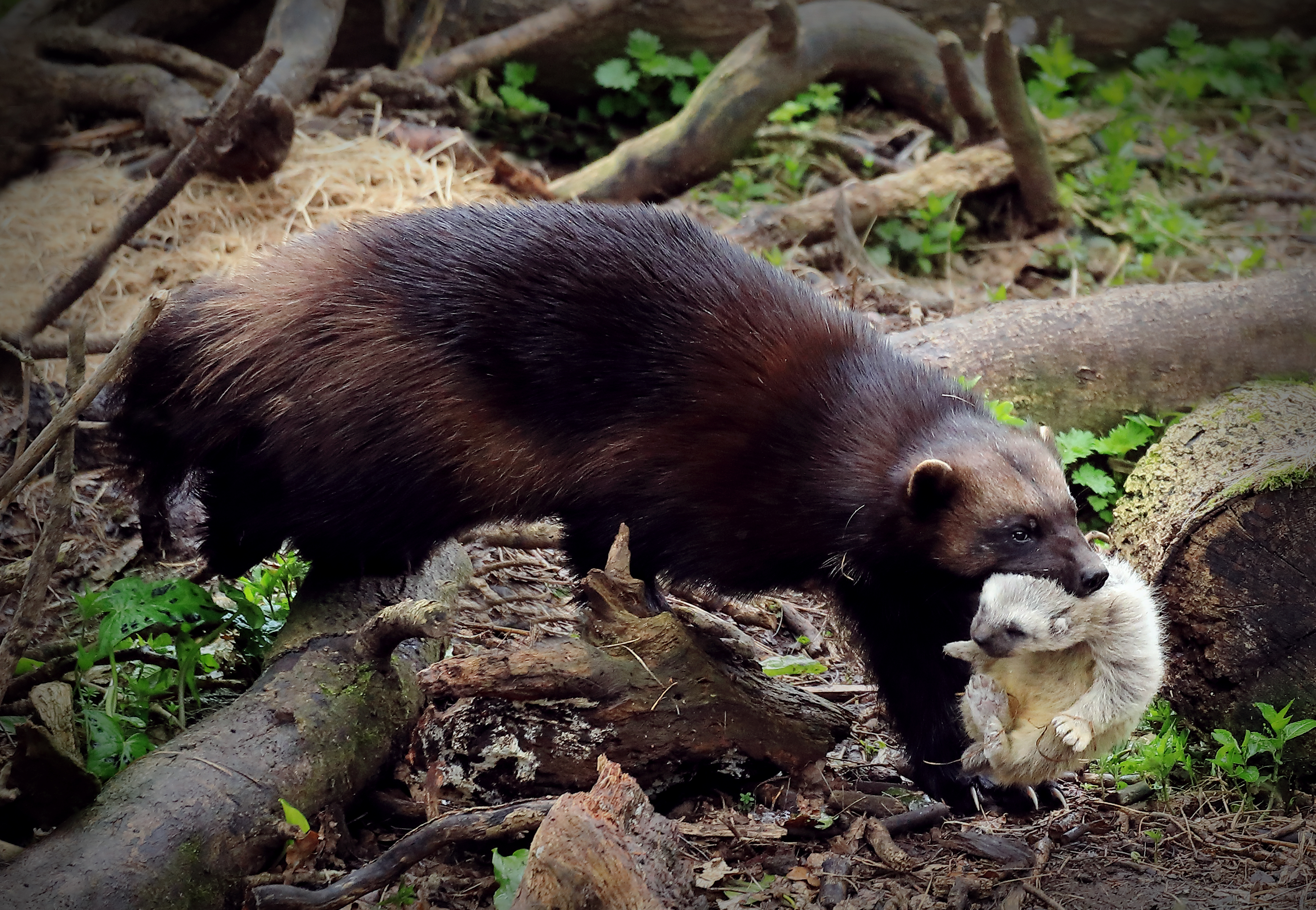
Росомаха переносит в зубах детёныша, Бристольский зоопарк

Объединение в пары росомах происходит только в период размножения, продолжающегося с мая по август. Самка приносит потомство один раз в два года. Самец и самка держатся вместе всего несколько недель, по некоторым наблюдениям, в воспитании потомства принимает участие не только мать, но и отец. Оплодотворённая яйцеклетка, однако, не начинает делиться сразу. Нормальное эмбриональное развитие начинается лишь спустя 7—8 месяцев, а примерно через 30—40 дней эффективной беременности. Как и у других куньих, сроки беременности растянуты.
Детёныши (от одного до пяти) появляются на свет весной, чаще всего в феврале или марте. Детёнышей называют щенками, в диалектах Сибири (в частности, Забайкалья) для обозначение детёнышей используется слово «лурга́» мужского рода, являющееся заимствованием из эвенкийского языка (от эвенк. лургэ — «маленькая росомаха»). Новорождённый щенок росомахи весит около 100 граммов. На 3—4 неделе жизни окрас у щенят становится похожим на таковой у взрослых особей, но более тусклым, во время 4 недели детёныши открывают глаза, в течение 10 недель питаются молоком матери, а затем мать даёт им полупереваренную пищу. Через 3 месяца, в начале лета, детёныши впервые выходят из берлоги. Молодые особи находятся при матери ещё 2 года, а затем начинают взрослую жизнь одиночек. По другим данным, выводки распадаются к периоду гона, но, впрочем, и после этого молодые росомахи держатся близко друг от друга и иногда совместно охотятся.
В естественных условиях продолжительность жизни достигает до 10 лет, в неволе — до 17 лет.

## Хозяйственное значение
Специальной промысловой охоты на росомаху нет, она добывается попутно, как при ружейной охоте, так и при помощи капканов и самоловов. В середине XX века в СССР росомаха считалась «вредным» зверем, и её отстрел был разрешён на протяжении всего года. Мех росомахи очень прочный, его износостойкость составляет 90 %. Мех росомахи — редкая добыча охотника, и поэтому довольно ценен. Из росомашьих шкур (выделывающихся с сохранением меха головы, хвоста и лап, включая когти) ещё в XX столетии изготавливали меховые воротники, муфты, шапки и другую одежду. Отличительное свойство росомашьего меха — он не индевеет (т. е. не покрывается инеем) на морозе, даже при очень низких температурах, например, при −63 °C. Впрочем, в 1950-х годах мех росомахи считался малоценным и заготовлялся в небольшом количестве, его удельный вес в торговле пушниной был небольшим.
Детёныши росомахи, взятые в природе, очень хорошо привыкают к человеку и становятся совершенно ручными и незлобными. По другим утверждениям, росомахи остаются не приручёнными даже после нескольких поколений жизни в неволе и проявляют крайнюю агрессию по отношению к человеку.

## Росомаха в культуре

### Фольклор и мифология
- Две росомахи — муж и жена, являются главными персонажами эвенкийской народной сказки «Росомаха и лисица». Сказка была экранизирована дважды: в 1951 году в виде рисованного мультфильма «Таёжная сказка», и в виде снятого на Свердловской киностудии в 1983 году одноимённого кукольного мультфильма.
- Среди североамериканских индейцев распространён сказочный сюжет следующего содержания: двое персонажей — добрый и злой, ночуют в лесу, злодей решает сжечь обувь/одежду своего противника, развешанные для просушки, однако в итоге сгорают обувь/одежда его самого. Среди атапасков злодеем является росомаха (либо связанный с верхним миром персонаж — Солнце, Месяц и т. п.), в то время как положительным персонажем — бобр[42].

### Кинематограф
- «Росомахами» себя называют члены молодёжного партизанского отряда сопротивления вторжению совместных советско-кубинских сил в американском футуристическом боевике «Красный рассвет» 1984 года, а также в его ремейке «Неуловимые» 2012 года, где противостоят уже северокорейской армии.

### Комиксы
- Персонаж комиксов издательства «Marvel» супергерой Джеймс Хоулетт, он же Логан, имеет, среди прочих, прозвище Росомаха.

### Геральдика
В геральдике росомаха символизирует отвагу, решительность и готовность идти до конца и присутствует в редких случаях на гербах муниципалитетов, расположенных на севере (ареале животного).

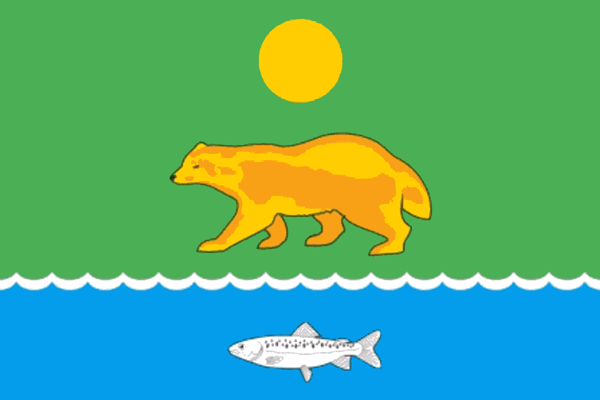
Флаг Кировского наслега, Якутия
Герб коммуны Барду (Норвегия)
Герб коммуны Гуннарског (существовала в 1863-1970 гг., Швеция)
Герб Киттиля (Финляндия)
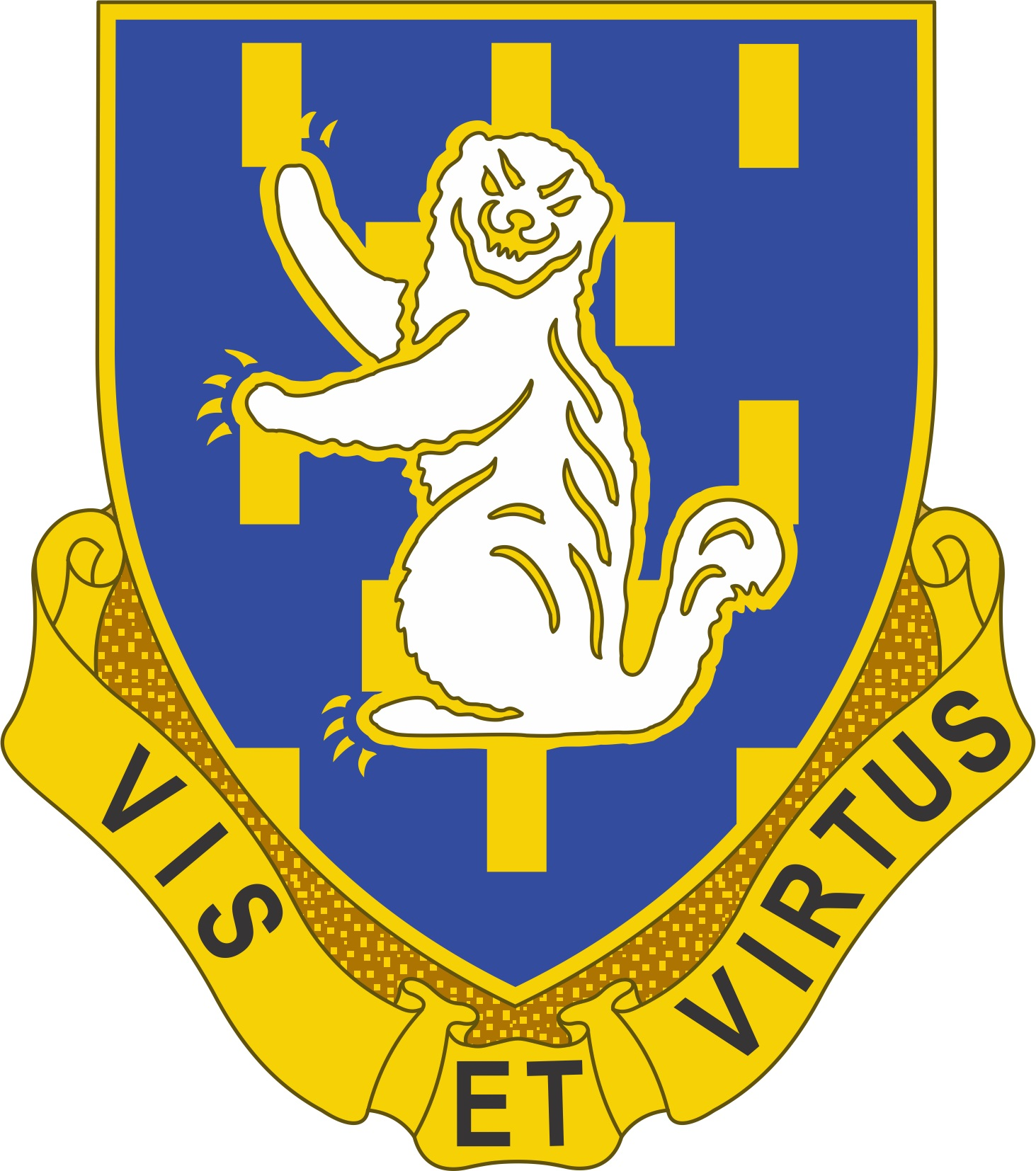
Герб 337-го пехотного полка армии США (действует с 1917 г.)
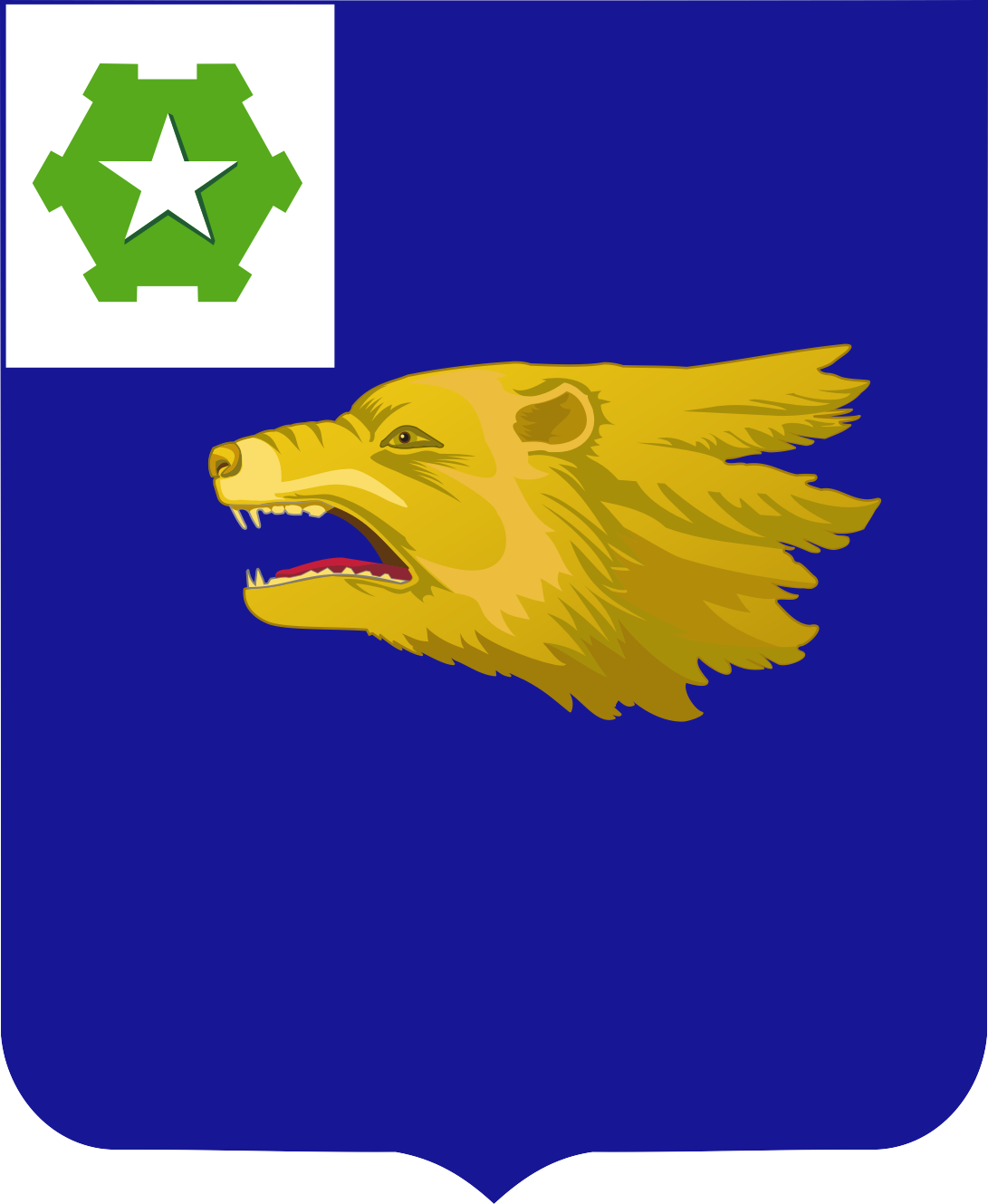
Герб 40-го пехотного полка армии США (1917-1944 гг.)

### Ономастика
- Один из штатов США, Мичиган, носит прозвище «штат росомах» (англ. The Wolverine State)[источник не указан 69 дней].

### Антропонимика
- Название животного использовалось на Руси в качестве неканонического (прозвищного) имени, от которого происходят русские фамилии Росомахин, Россомахин и Расомахин[43][44]. Один из первых носителей, житель Почепа Михаил Фёдорович Россомахин, отмечается за 1629 год[44]. Также в ряде диалектов наименование животного используется нарицательно как обозначение неряхи или нерасторопного и неповоротливого человека[43].

## Галерея

Росомаха в Московском зоопарке
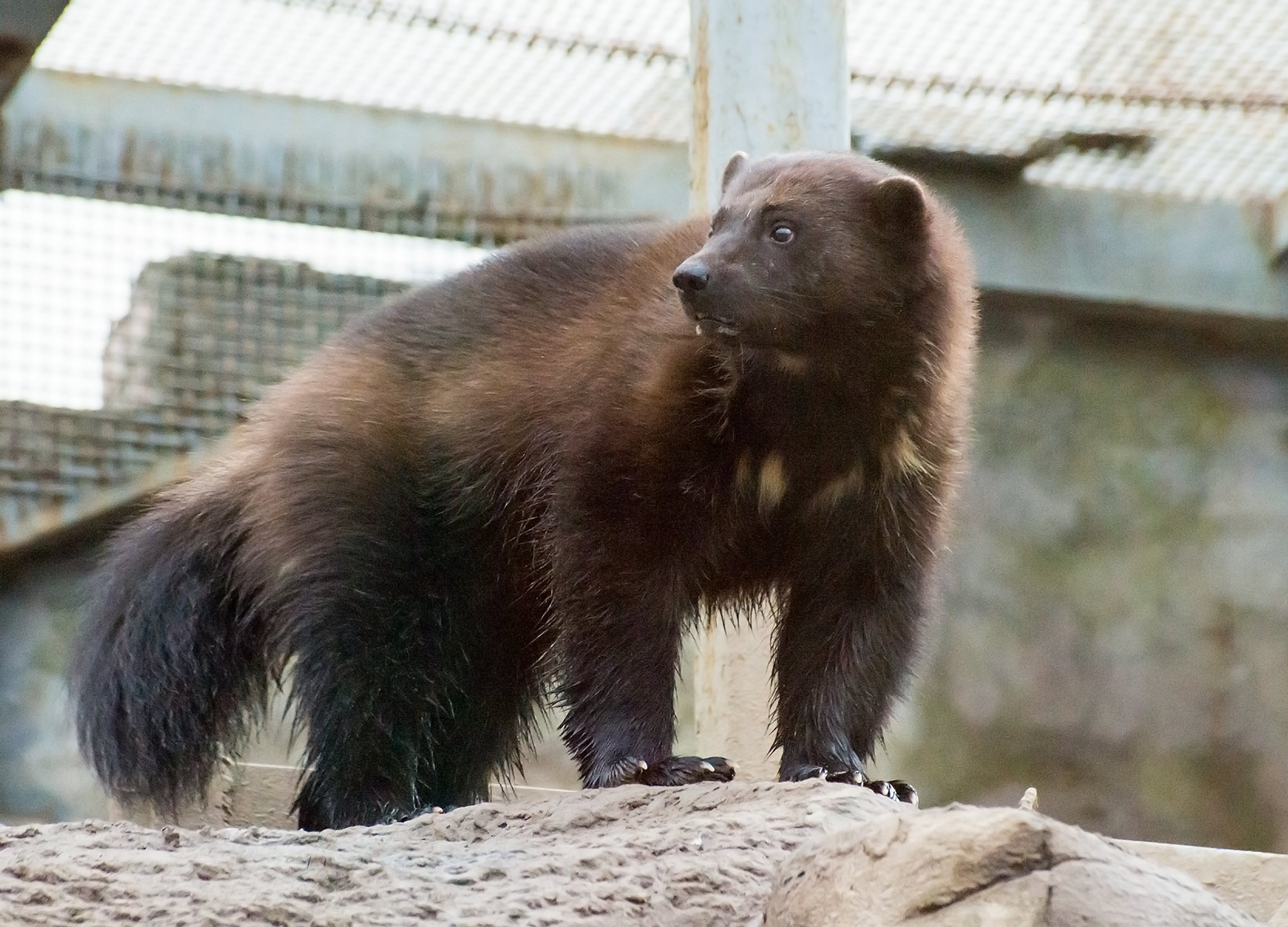
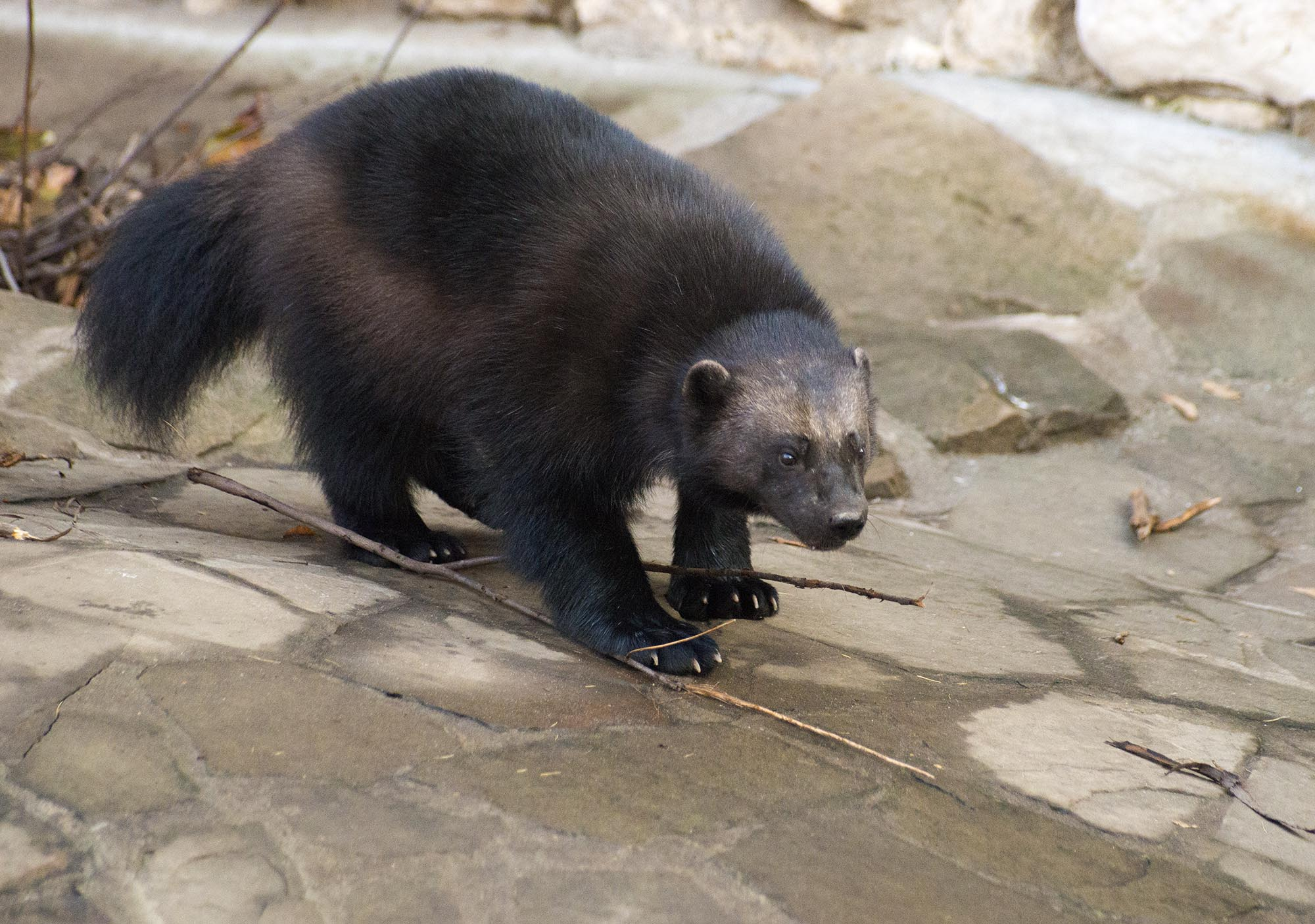
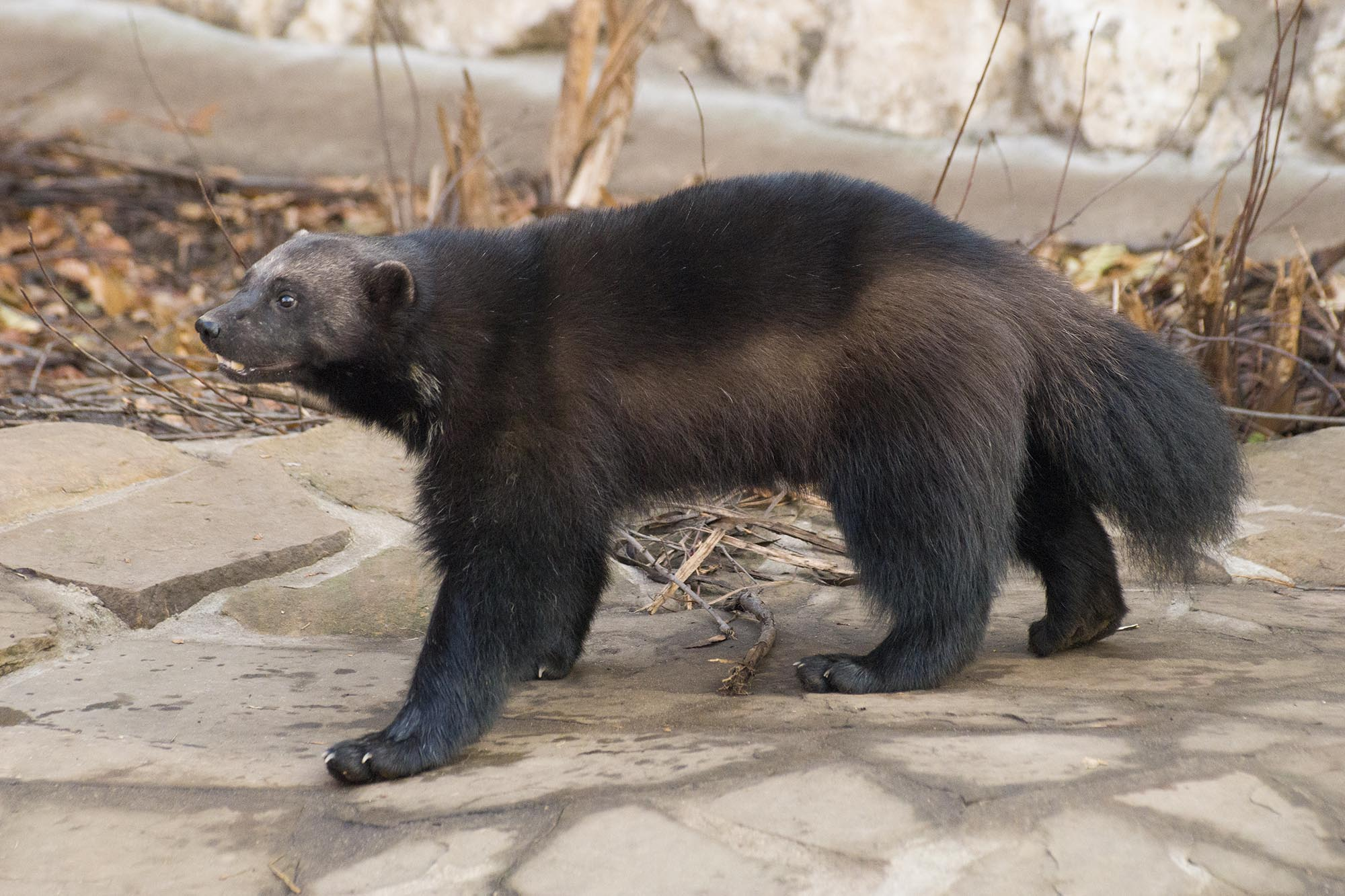
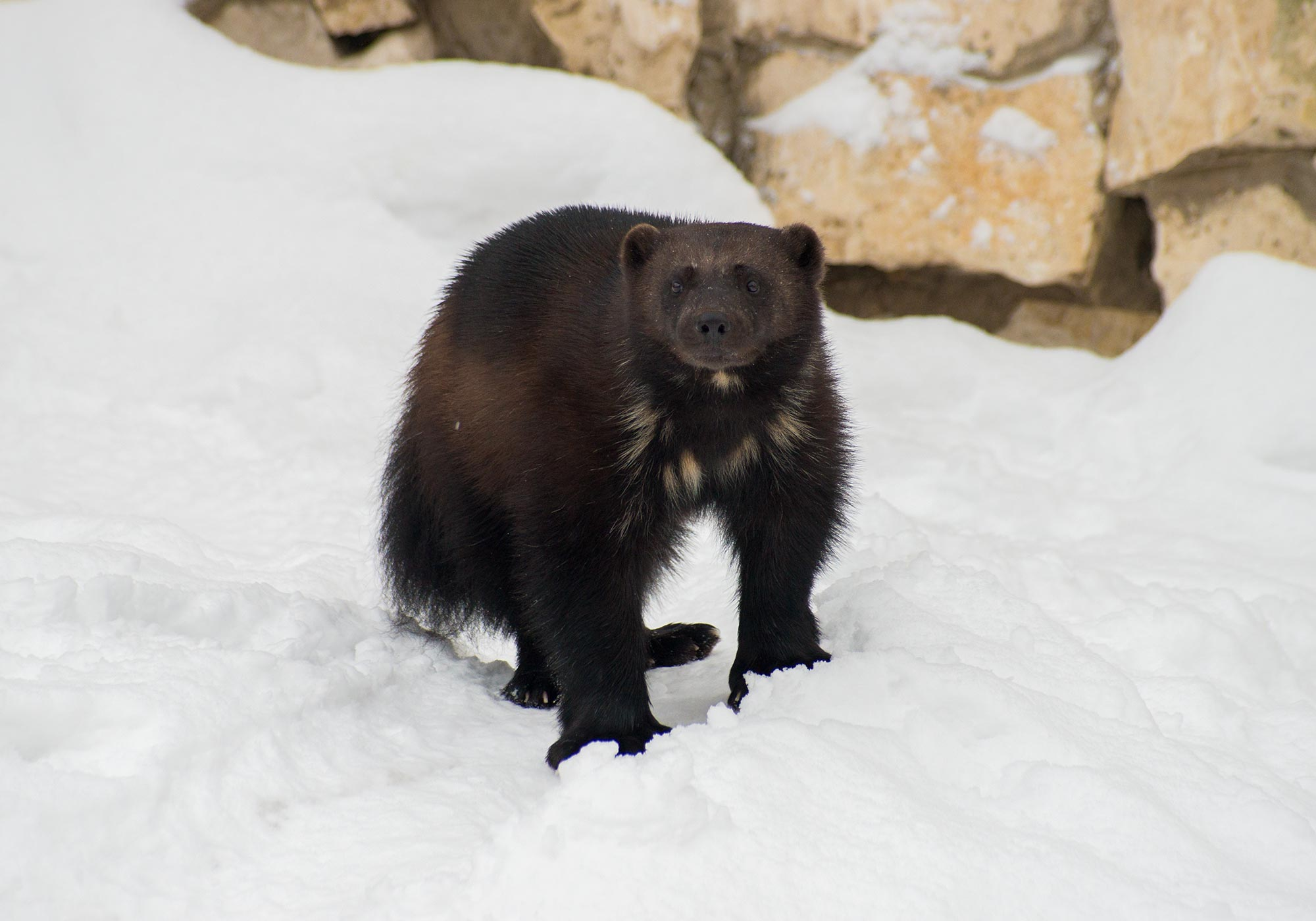